# Thomas Crawford
Thomas Gibson Crawford (New York, 22 marzo 1814 – Londra, 10 ottobre 1857) è stato uno scultore statunitense.
Fu uno dei primi importanti scultori degli Stati Uniti; visse a lungo a Roma. Il suo primo lavoro fu un gruppo di Orfeo e Cerbero eseguito nel 1839, acquistato per l'ateneo di Boston ed esposto al Museum of Fine Arts.

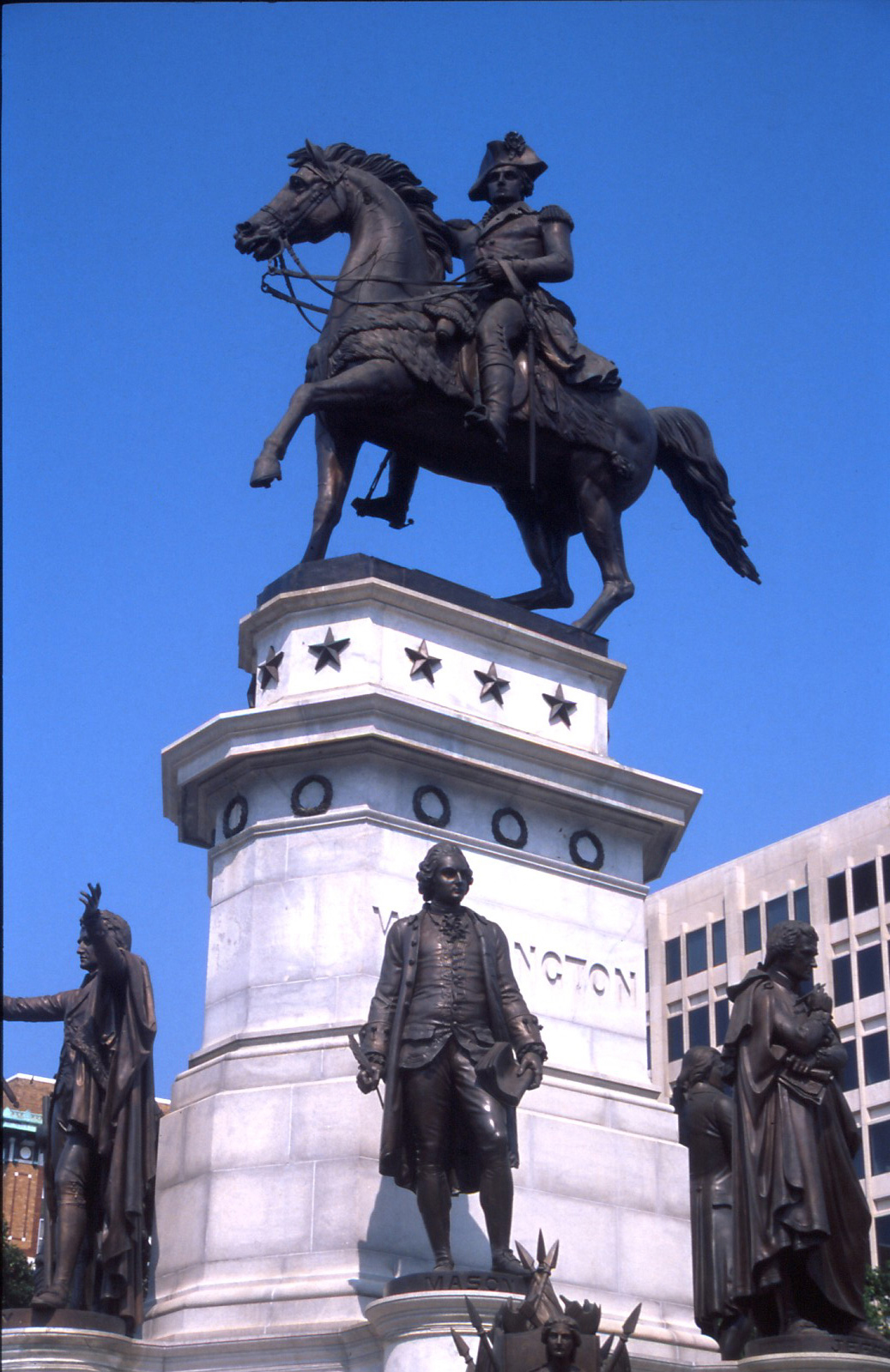
Washington Memorial a Richmond

Fu allievo di Bertel Thorvaldsen e aprì uno studio a Roma, dove realizzò la maggior parte delle sue opere.
La produzione successiva presenta una serie di gruppi, figure solitarie e bassorilievi, tra i quali spiccano Davide trionfante, alla National Gallery of Art, Adamo ed Eva, Ebe e Ganimede, una statua in bronzo di Beethoven, collocata al New England Conservatory e una statua di James Otis, che adorna la cappella del Mount Auburn Cemetery a Cambridge.
Nel 1849 lo Stato di Virginia commissionò all'artista un monumento per la città di Richmond. Crawford si recò a Roma e iniziò l'opera: una stella a cinque punte, ognuna delle quali sormontata da una statua di personalità virginiane, come Patrick Henry e Thomas Jefferson; sulla stella si erge un plinto che sostiene la statua equestre di George Washington.
Un'altra famosa opera è la statua della libertà, conosciuta anche come La Libertà armata (Armed Freedom), che orna il vertice della cupola del Campidoglio a Washington. Nella stessa città realizzò il frontone e le porte in bronzo del senato.
Thomas Crawford fu padre dello scrittore Francis Marion Crawford e della commediografa Anne Crawford Flexner.